# Neu-Byhleguhre
Neu-Byhleguhre, niedersorbisch Běła Górka, ist zum Ortsteil Byhleguhre gehörender Gemeindeteil der Gemeinde Byhleguhre-Byhlen im Landkreis Dahme-Spreewald in Brandenburg. Der Ort zählt zum amtlichen Siedlungsgebiet der Sorben/Wenden.

## Lage
Neu-Byhleguhre liegt in der Niederlausitz, etwa acht Kilometer nordöstlich von Burg-Dorf und etwa 20 Kilometer nordwestlich von Cottbus. Unmittelbar südlich liegt die Grenze zum Landkreis Spree-Neiße. Umliegende Ortschaften sind Fehrow und Schmogrow im Südosten, Saccasne im Süden, Burg-Dorf im Südwesten, Burg-Kauper im Westen sowie Byhleguhre im Nordwesten.
Neu-Byhleguhre liegt am östlichen Rand des Biosphärenreservats Spreewald und grenzt im Osten an die Lieberoser Heide. Etwa zwei Kilometer westlich verläuft die Landesstraße L 51.

## Geschichte
Im Rahmen der ab 1782 gewünschten Ansiedlung von Kolonisten in der Region erfolgte bis zum Ende des 18. Jahrhunderts auf Initiative von Gottlob Carl Wilibald von Houwald die Gründung des Dorfes Neu-Byhleguhre. Der niedersorbische Name Běła Górka (Weißer Hügel) ist hierbei als Kleinform von Běła Góra (Weißer Berg) des benachbarten Byhleguhre zu sehen.
Nach dem Wiener Kongress kam die zuvor sächsische Siedlung zum Königreich Preußen und wurde dem Landkreis Lübben (Spreewald) in der Provinz Brandenburg zugeordnet. Im Jahr 1864 hatte die Gemeinde Neu-Byhleguhre 65 Einwohner in zwölf Wohngebäuden. In der Zeit des Nationalsozialismus trug Neu-Byhleguhre den Namen „Neu-Geroburg“, da Byhleguhre mit dem Markgrafen Gero in Verbindung gebracht wurde. Die Umbenennung erfolgte zeitgleich mit der Eingemeindung nach Byhleguhre/Geroburg am 1. Oktober 1938. Seit Ende des Zweiten Weltkrieges trägt der Ort wieder seinen alten Namen. 
Am 25. Juli 1952 wurde die Gemeinde Byhleguhre mit seinen Ortsteilen dem Kreis Lübben im Bezirk Cottbus zugeordnet. Nach der Wende in der DDR lag Neu-Byhleguhre zunächst im Landkreis Lübben in Brandenburg. Am 1. Oktober 1992 schloss sich die Gemeinde Byhleguhre dem neu gebildeten Amt Straupitz (ab 1994 Amt Oberspreewald) an. Nach der brandenburgischen Kreisreform vom 6. Dezember 1993 wurde Neu-Byhleguhre dem Landkreis Dahme-Spreewald zugeordnet. Am 26. Oktober 2003 wurden die Gemeinden Byhleguhre und Byhlen zu Byhleguhre-Byhlen zusammengeschlossen und Neu-Byhleguhre verlor seinen Status als Ortsteil. Zeitgleich fusionierte das Amt Oberspreewald mit dem benachbarten Amt Lieberose zum Amt Lieberose/Oberspreewald.

## Einwohnerentwicklung
| 1875 | 74 | 1925 | 55 |
| 1890 | 63 | 1933 | 52 |
| 1910 | 62 | 2024 | 62 |